# Thérèse de Brunswick
Thérèse de Brunswick (Thérèse, comtesse von Brunsvik ou Brunswick) est née le 27 juillet 1775 à Presbourg (royaume de Hongrie) et décédée à Pest le 23 septembre 1861.

## Biographie
Fille du comte Anton von Brunswick et de la baronne Anna von Seeberg, Thérèse de Brunswick a pour professeur de piano, en mai 1799, Ludwig van Beethoven ; ce dernier tombe amoureux d'elle vers 1806. Cette relation dure près de deux ans ; la fin de cette idylle, ainsi que la surdité du compositeur, affaibliront Beethoven.
La Sonate pour piano n° 24 en fa dièse majeur, opus 78, composée en 1809 et publiée en décembre 1810, est dédiée à Thérèse. Pour cette raison, on connaît parfois cette œuvre sous le nom de « Sonate à Thérèse ».
Il a peut-être créé également pour elle (ou Thérèse Malfatti) la Bagatelle en la mineur, WoO 59 Für Therese (dédiée à Thérèse), décryptée par le musicologue Ludwig Nohl en 1865 sous le nom Für Elise (en français La Lettre à Élise).
Thérèse de Brunswick fonde des écoles maternelles en Hongrie le 1er juillet 1828,, prenant exemple sur Robert Owen qui en avait établi une à New Lanark (Écosse) en 1816. Ses institutions deviennent rapidement célèbres dans toute la Hongrie et, en 1837, Friedrich Fröbel crée le premier « jardin d'enfants » en Allemagne.